# موتو توموماسو
موتو توموماسو (به ژاپنی: 武藤友益); سامورایی، ملازم خاندان تاکدا اهل ژاپن در اواخر دوره سنگوکو بود. وی به شوگو (فرماندار) ولایت واکاسا (امروزه جنوب استان فوکوئی) تاکدا موتوآکی (۱۵۸۲–۱۵۶۲)، خدمت می‌کرد.
در سال ۱۵۷۰ اودا نوبوناگا از تمامی دایمیوهای اطراف پایتخت درخواست کرد که به منظور ادای احترام به امپراتور و شوگون در پایتخت حضور یابند. در واقع نوبوناگا به این بهانه می‌خواست دریابد که چه کسانی از امر وی سرپیچی می‌کنند و بدین وسیله دوست را از دشمن تفکیک دهد. تنها کسی که به دعوت وی پاسخ نداد آساکورا یوشی‌کاگه دایمیوی ولایت اچیزن بود. خاندان آساکورا همواره با خاندان آشیکاگا روابط دوستانه‌ای داشتند و شوگون قبل از اینکه از نوبوناگا درخواست لشکرکشی به پایتخت کند از آساکورا یوشی‌کاگه درخواست کمک کرده بود اما یوشی‌کاگه به علت درگیری در جنگ‌های داخلی فرصت یاری رساندن به شوگون را نداشت. نوبوناگا نگران بود که یوشی‌کاگه با شوگون جدید متحد شده و علیه وی اقدام کنند به همین جهت به سرعت حمله به قلمرو خاندان آساکورا در ولایت اچیزن را آغاز کرد. در این حمله سپاه توکوگاوا ایه‌یاسو نیز با سپاه وی همراه بود. اودا توانست یکی از قلعه‌های مهم متعلق به خاندان آساکورا را متصرف شود.
سپس نوبوناگا به قصد تصرف قلعه اصلی این خاندان قلعه ایچیجودانی سپاهش را به حرکت درآورد. مسیری که او انتخاب کرده بود از قلمروی خاندان آزای، ولایت اومی می‌گذشت. نوبوناگا با به عقد درآوردن خواهرش اوایچی با آزای ناگاماسا (دایمیوی ولایت اومی) با این ولایت روابط سیاسی برقرار کرده بود. از طرف دیگر خاندان آزای با خاندان آساکورا از قدیم روابطی عمیق داشتند و با هم پیمان بسته بودند. در حین حرکت به نوبوناگا اطلاع رساندند که آزای ناگاماسا به وی خیانت کرده و به یاری خاندان آساکورا شتافته و به قصد حمله به نوبوناگا سپاهش را به حرکت درآورده است. از سوی دیگر یک سپاه نیز از ولایت واکاسا به دستور موتو توموماسو که از ملازمان خاندان تاکدا بود حمله به سپاه نوبوناگا را آغاز کرد. بدین صورت نوبوناگا از طرف غرب و شرق و جنوب مورد محاصره قرار گرفت (در سمت شمال وی دریا بود). در این هنگام نوبوناگا که نگران شکست و عواقب آن سقوط پایتخت به دست سپاه مشترک آزای-آساکورا بود، دست به اقدام عجیبی زد. بدین ترتیب که خود به همراه چندین سپاهی دیگر از منطقه به‌طور پنهانی عقب‌نشینی کرد و ژنرال ارشدش تویوتومی هیده‌یوشی و متحدش توکوگاوا ایه‌یاسو را در منطقه باقی گذاشت. پس از آن خود را به پایتخت رسانده و به تجدید قوا و جمع‌آوری سپاه پرداخت.
اودا نوبوناگا در ۶ مه ۱۵۷۰ یک سپاه برای حمله به موتو توموماسو به ولایت واکاسا فرستاد و قلعه وی را متصرف شد.